# Barzkowice
Barzkowice [baʂkɔˈvit͡sɛ] (tiếng Đức: Barskewitz)  là một ngôi làng thuộc khu hành chính của Gmina Stargard, thuộc huyện Stargardzki, Zachodniopomorskie, ở phía tây bắc Ba Lan. Nó nằm khoảng 16 kilômét (10 mi)  về phía đông của Stargard và 47 km (29 mi) về phía đông của thủ đô khu vực Szczecin.
Trước năm 1945, khu vực này là một phần của Đức. Đối với lịch sử của khu vực, xem Lịch sử của Pomerania.
Ngôi làng có dân số 585.